# Krenwald (Kobernaußerwald)
Koordinaten: 48° 0′ 44″ N, 13° 16′ 50″ O
Der Krenwald ist ein Waldgebiet zwischen Straßwalchen, Friedburg und Schneegattern im salzburgisch-oberösterreichischen Grenzgebiet.

## Lage und Landschaft
Der Krenwald liegt als Ausläufer südlich des Kobernaußerwaldes und wird durch das Tal des Schwemmbaches vom Kobernaußerwald abgetrennt. Der etwa 6 Kilometer lange Rücken erstreckt sich in West-Ost-Richtung vom Mattigtal nördlich Schneegattern (Hainbach) bis zur Einsattelung bei Geretseck (L1282) und stellt damit den Westausläufer des Kalteis (734 m ü. A.) dar. Er gehört landschaftlich zum Vöckla-Ager-Hügelland, einer Raumeinheit des Hausruckviertels (obschon die Gemeinde Lengau noch zum Innviertel gerechnet wird). Der Hauptkamm des Rückens Iglesberg–Utzweih–Haselroid ist heute offenes Landwirtschaftsgebiet, bewaldet – und Krenwald genannt – ist nurmehr die Nordflanke.
Höchste Erhebung des Krenwald-Rückens ist der Ort Utzweih mit ca. 640 m ü. A., damit erhebt er sich etwa 100 Meter über das Mattigtal.

## Geologie und Hydrographie
Der Westteil bildet die Wasserscheide Schwemmbach–Hainbach, der Ostteil schon Mattig–Vöckla, also Inn zu Traun: Der Kirchhamer Bach südlich rinnt ostwärts, die Einzugsgebiete sind hier durch die Endmoränen des Irrseegletschers, dem Vorlandgletscher des Traungletschers, stark verzahnt. Der Krenwaldrücken selbst ist ebenfalls eine Endmoräne, die sich ostwärts weiter den Hausruck-Südfuß entlangzieht, und (vom Mattigtal unterbrochen) auch die Nordabdachung des Tannbergs westlich bildet, und den Höchststand der Vorlandvergletscherung im Raum darstellt. Damit unterscheidet sich der Krenwald vom Hauptmassiv des Hausruck-und-Kobernaußerwald-Zuges, und bildet direkt die geologische Nordgrenze der Alpen.